# 城間

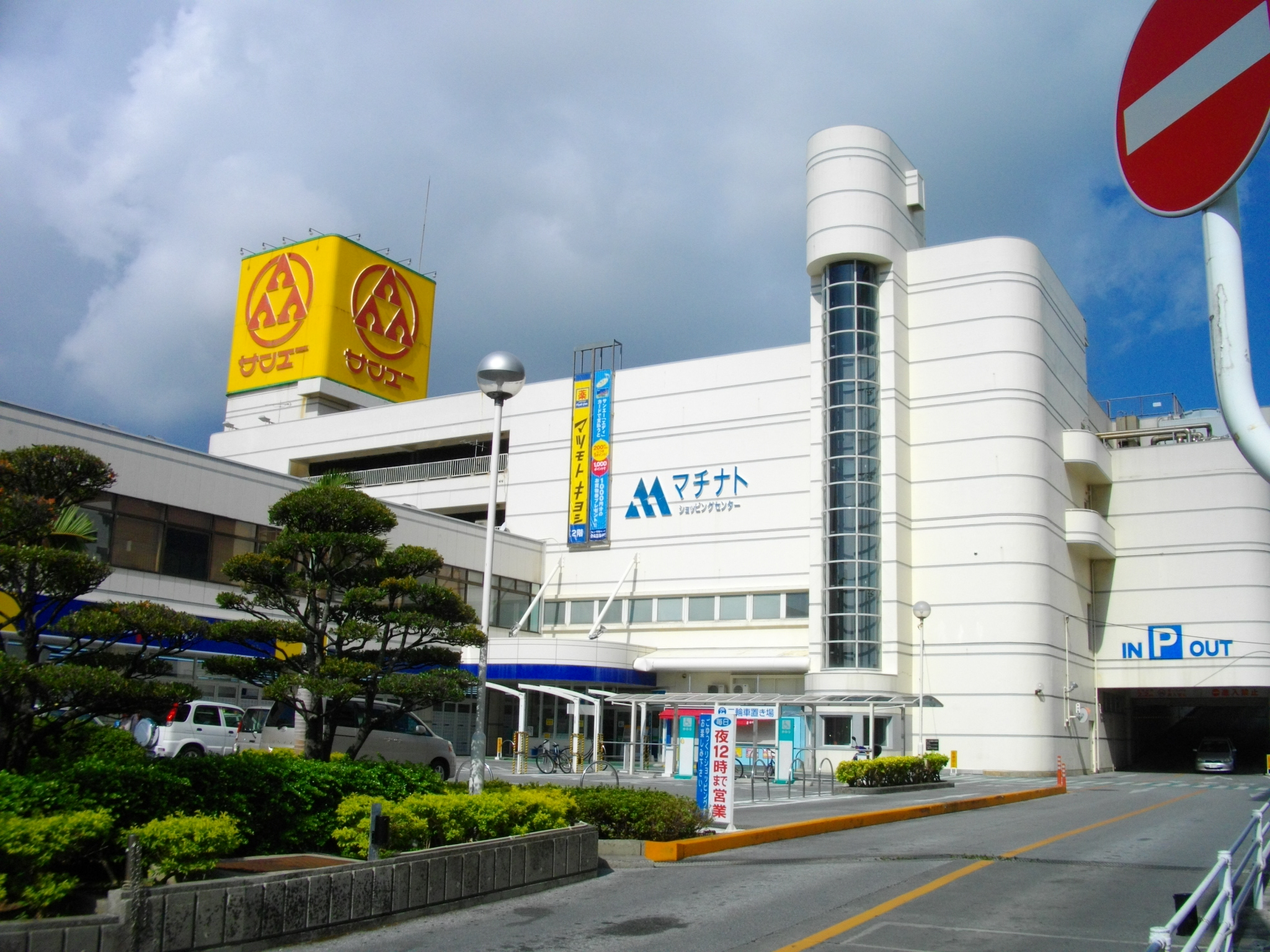
サンエーマチナトショッピングセンター

城間（ぐすくま）は沖縄県浦添市の地名。現行行政地名は城間一丁目から城間四丁目及び字城間。郵便番号901-2133。

## 地理
浦添市の中部に位置し、海岸線を持つ。港川・屋冨祖・伊祖に接する。

## 歴史
米軍基地の返還を考慮してか、一丁目を設置せず二丁目から始めていたが、2008年にようやく一丁目が設置された。

## 施設
- 同仁病院（城間一丁目）
- サンエーマチナトシティ（字城間）
- キャンプキンザー（字城間）